# Fottuta canzone
Fottuta canzone è un singolo del cantautore italiano Gazzelle, pubblicato il 12 novembre 2021 come secondo estratto dalla riedizione digitale del terzo album in studio OK.

## Promozione
Il cantautore presenta in anteprima il brano nel corso della puntata del talent show X Factor l'11 novembre 2021.

## Video musicale
Il video, diretto da BENDO, è stato pubblicato il 22 novembre 2021 sul canale YouTube della Maciste Dischi e vede la partecipazione del rapper Rkomi.

## Tracce
Testi di Flavio Bruno Pardini, musiche di Federico Nardelli.
1. Fottuta canzone – 2:51

## Classifiche
| Classifica (2021) | Posizione massima |
| ----------------- | ----------------- |
| Italia            | 21                |